# NGC 3428
NGC 3428 (NGC 3429) é uma galáxia espiral barrada (SBb) localizada na direcção da constelação de Leo. Possui uma declinação de +09° 16' 45" e uma ascensão recta de 10 horas, 51 minutos e 29,5 segundos.
A galáxia NGC 3428 foi descoberta em 25 de Março de 1865 por Albert Marth.